# سردارآباد (قلعه)
دژ سردارآباد (ارمنی: Սարդարապատ، آوانگاری: Sardarapat)، که همچنین به نام سرداری برد (ارمنی: Սարդարի բերդ، ت. «Sardar's fortress») شناخته می‌شود دژی از قرن نوزدهم و مرکز شهری در خانات ایروان در ایران قاجار بود که در قلمرو ارمنستان کنونی ساخته شده است. ویرانه‌های آن در نزدیکی روستای نور آرماویر در استان آرمویر ارمنستان قرار دارد.

## تاریخ
این دژ تحت فرمان حسین قلی خان (حک. ۱۸۰۷–۱۸۲۸)، ساخته شد. دژ برای حفاظت در برابر حمله روسیه و امپراتوری عثمانی و همچنین برای استفاده به عنوان محل اقامت تابستانی حاکمان خانات تأسیس شد. حسن خان، این دژ را به عنوان محل اقامت خود برگزید و از آن برای انجام یورش‌های خود به گرجستان و امپراتوری عثمانی استفاده می‌کرد. کارشناسان بریتانیایی در ساخت دژ مشارکت داشتند. مهندسان فرانسوی دژ را در حدود سال ۱۸۰۸ مستحکم کردند. ساخت آن عمدتاً با استفاده از سنگ‌های ویرانه‌های دژ قلعه‌کوهی که در شهر باستانی آرماویر قرار دارد و قبلاً نام آن آرگیشتی‌خینیلی اورارتویی بود، انجام شد.
دژ به شکل مربع بود و دارای چهار دروازه و دیوارهای دوتایی مستحکم با برج‌های بزرگ بود. کاخ سردار و انبارها در کنار دیوار جنوبی قرار داشتند و توسط باغ‌های بزرگی احاطه شده بودند که این باغ‌ها با آب کانالی که از رودخانه ارس آبگیری می‌کرد، آبیاری می‌شدند. دژ تازه ساخته شده به یک مرکز شهری کوچک تبدیل شد که حدود ۵۰۰ ارمنی که عمدتاً صنعتگران و بازرگانان بودند، از دغوبایزید و آرجش در امپراتوری عثمانی در آن سکونت داشتند. جمعیت قابل توجه مسلمان دژ عمدتاً از پرسنل نظامی تشکیل شده بود و پس از سقوط دژ در ۱۸۲۷ به‌طور کامل آنجا را ترک کردند. جمعیت ارمنی یک کلیسا به نام سورب آستواتساتین تأسیس کرد که مدرسه‌ای نیز داشت. سردار یک خانه گمرک و کاروانسرا نزدیک دژ ساخت تا از مسیر کاروانی که از ارزروم و کارس می‌گذشت و از سردارآباد عبور می‌کرد، بهره‌برداری کند.
دژ هنوز کاملاً تکمیل نشده بود که جنگ روسیه و ایران ۱۸۲۶–۱۸۲۸ آغاز شد. سردارآباد در سپتامبر ۱۸۲۷ توسط نیروهای روسی تحت فرماندهی ژنرال افاناسی کراسوسکی محاصره شد. در این زمان از دژ توسط یک گارد ۲۰۰۰ نفره تحت فرماندهی حسن خان دفاع می‌شد. دیوار جنوبی به دلیل حمله‌های توپ‌های روسی فرو ریخت و حسن خان شب ۱۹ سپتامبر دژ را ترک کرد. در ۲۰ سپتامبر، دژ به دست نیروهای روسی افتاد. طبق گفتهٔ مارتیک نرسیسیان، دروازه‌های دژ توسط جمعیت ارمنی محلی که در دژ استقرار داشتند، باز شد. روس‌ها سیزده قطعه توپ و مقدار زیادی نان گرفته و بسیاری از اسرای ارمنی و گرجی را از دژ آزاد کردند. دژ به تدریج خالی شد و تبدیل به ویرانه‌ای شد. طبق یک منبع، جمعیت ارمنی سردارآباد بلافاصله پس از تصرف دژ توسط روس‌ها در روستاهای اطراف اسکان یافتند. اما طبق یک منبع دیگر، ۷۰ خانواده ارمنی هنوز در دهه ۱۸۷۰ در آنجا زندگی می‌کردند، و کلیسا و مدرسه فعال بودند. امروز تقریباً هیچ چیزی از دژ باقی نمانده است، زیرا ویرانه‌های آن به عنوان مصالح ساختمانی براس ساخت بناهای دیگر استفاده شده‌اند.